# Armigeres subalbatus
Armigeres subalbatus (лат.) — вид насекомых из семейства кровососущих комаров.

## Образ жизни
Личинки хищники, обычно развиваются в небольших водоёмах с высоким содержанием органических веществ. Характерной особенностью мест развития этого вида является загрязнение вода этих водоёмов фекалиями. Просто грязная вода развитие личинок не поддерживает. Основным местом развития личинок являются септические емкости. Кроме того этот вид был обнаружен пнях бамбука и саго, очистных сооружениях, каменных ямах, пазухах листьев пандана.
Имаго встречаются в основном в лесах и активны преимущественно в дневной и сумеречный период. Самки активные кровососы, нападают на людей. Отмечен перенос самками ряда инфекционных заболеваний (в том числе японский энцефалит) и нематод паразитических микрофиллярий родов Burgia (Brugia malayi и Brugia pahangi), Wuchereria (Wuchereria bancrofti) и Dirofilaria (Dirofilaria repens и Dirofilaria immitis). В Китае из самки Armigeres subalbatus был виделен новый вид вирусов из семейства Totiviridae, названный «Armigeres subalbatus totivirus». Это вирус выделен в отдельный род «Artivirus».

## Распространение
Вид широко распространён в Юго-Восточной и Восточной Азии.